# Ciałka Howella-Jolly’ego
Ciałka Howella Jolly’ego – patologiczne fragmenty jądra komórkowego znajdujące się w erytrocytach. Występują po splenektomii, w asplenii oraz w anemiach hemolitycznych. Brak ciałek Howella Jolly’ego po zabiegu usunięcia śledziony świadczy o obecności dodatkowej śledziony.
Fizjologicznie można je znaleźć w niektórych erytrocytach kota i konia.